# Jopo
 (octobre 2012).
Si vous disposez d'ouvrages ou d'articles de référence ou si vous connaissez des sites web de qualité traitant du thème abordé ici, merci de compléter l'article en donnant les références utiles à sa vérifiabilité et en les liant à la section « Notes et références ».

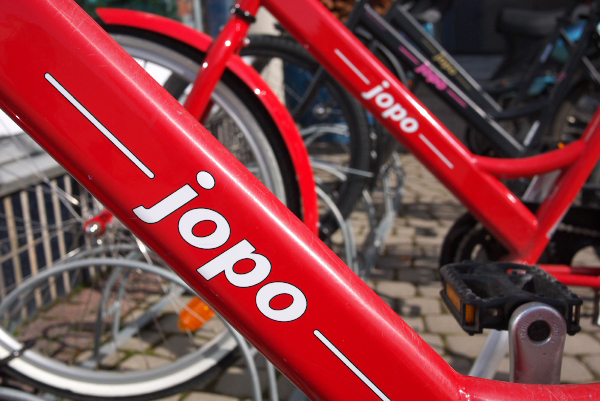
Bicyclette Jopo

Jopo est une marque de bicyclette finlandaise.
Le premier Jopo a été produit en 1964 par la compagnie Helkama. Par la suite de nombreux modèles différents ont été mis sur le marché tels que le Jopo Rodeo, le Jopo Mobil ou encore le Jopo Cross.
Due à leur résistance, qualité et commodité il fut un temps où quasiment chaque famille finlandaise en possédait au moins un. C'est ainsi qu'en quelques dizaines d'années le Jopo s'est inscrit de façon significative dans le patrimoine vélocipédique finlandais.
Le nom Jopo dérive de l'abréviation de l'expression finlandaise JOkaisen POlkupyörä qui signifie en français « Bicyclette pour tout le monde ».

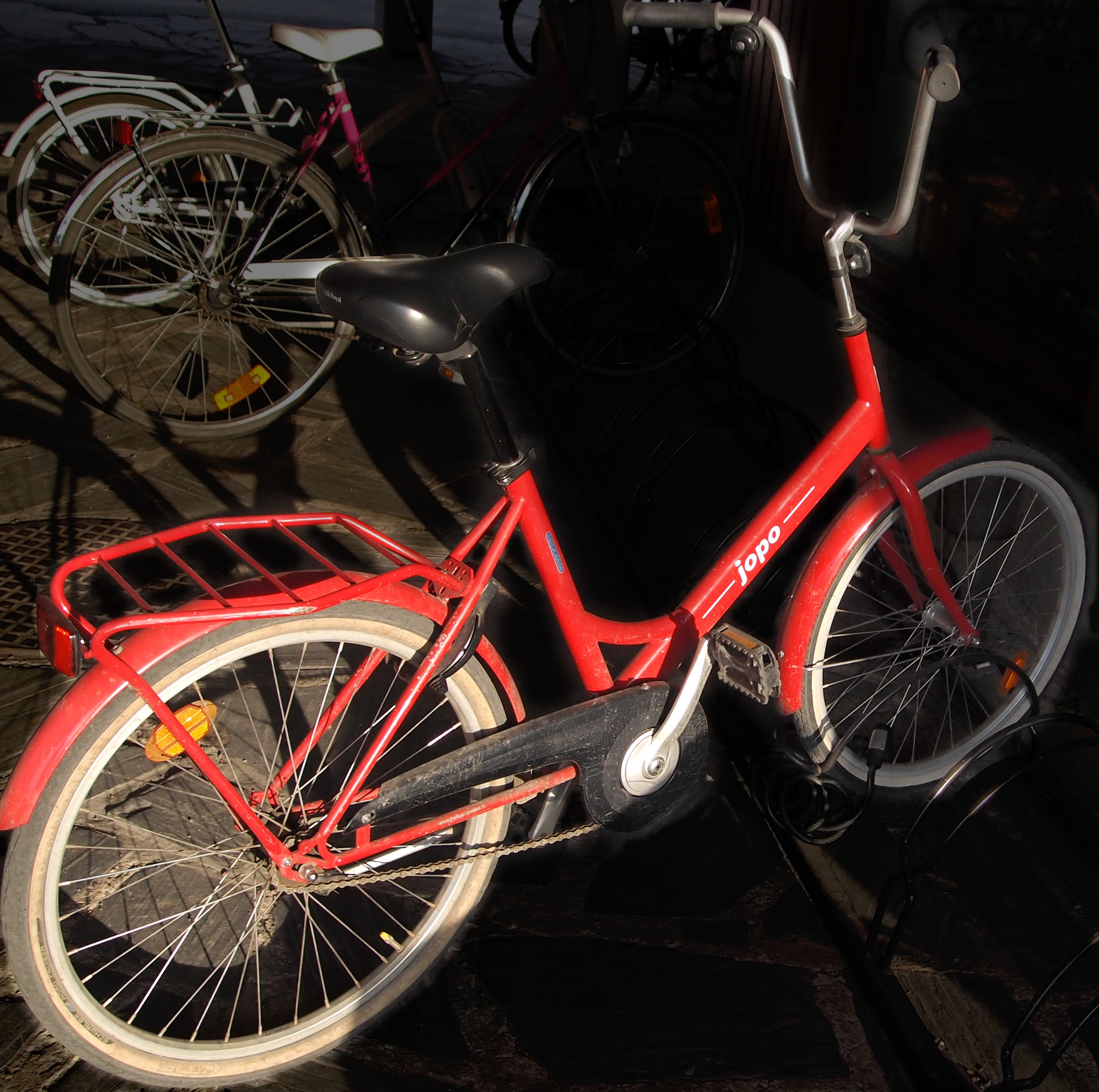
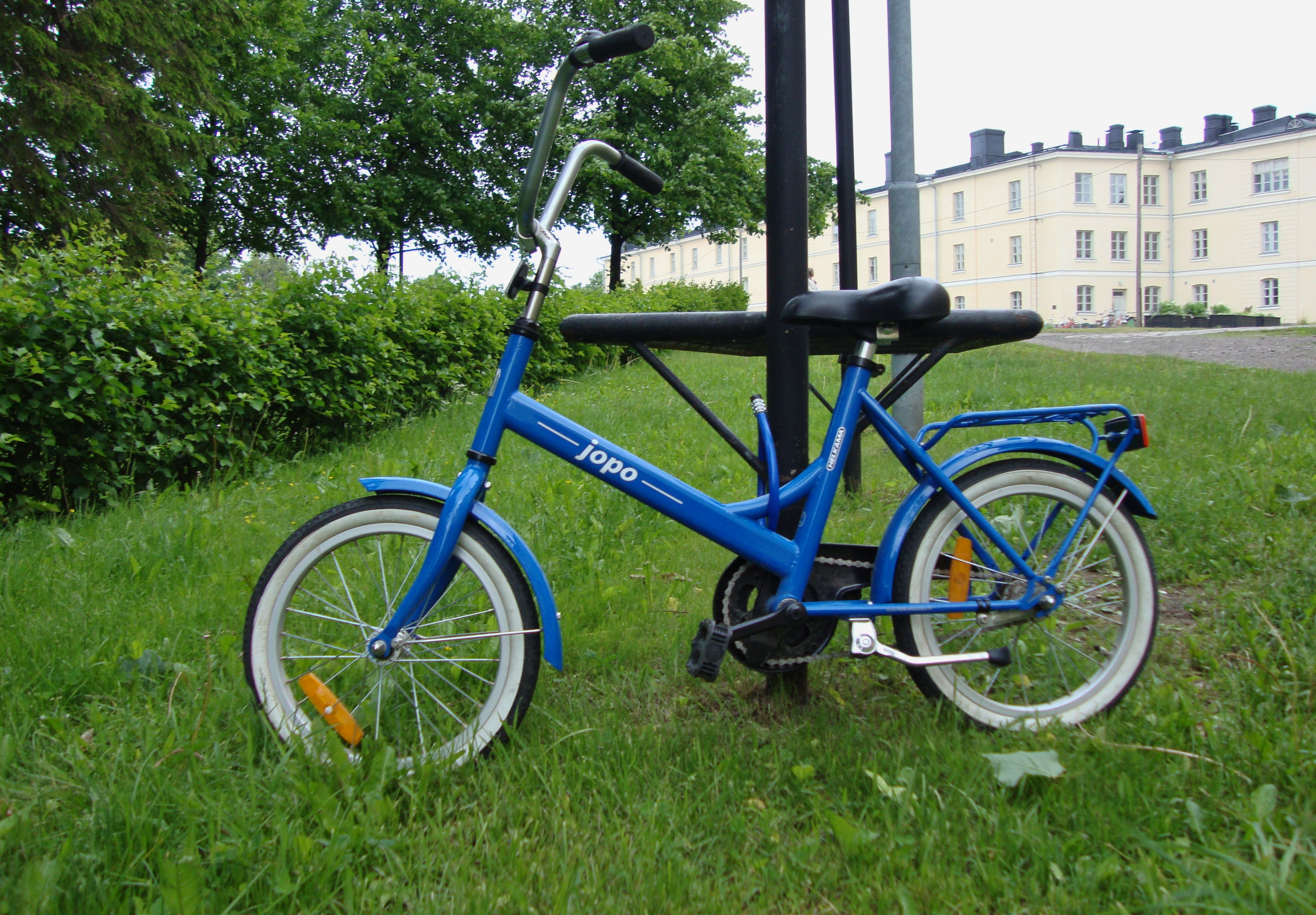